# George Harris, 3. Baron Harris

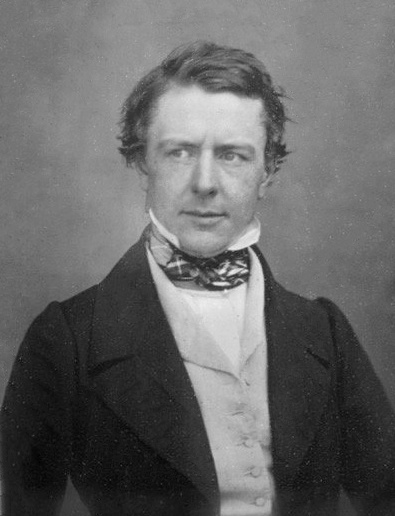
George Harris, 3. Baron Harris

George Francis Robert Harris, 3. Baron Harris, GCSI (* 14. August 1810 in Belmont House, Kent; † 23. November 1872), war ein britischer Peer und Kolonialbeamter.

## Leben
Er war der älteste Sohn des William Harris, 2. Baron Harris, aus dessen erster Ehe mit Eliza Dick.
Er studierte zunächst ab 1829 am Merton College der Universität Oxford und wechselte kurz darauf ans Christ Church College, wo er 1832 den Abschluss eines Bachelor of Arts erreichte. Als 1845 sein Vater starb, erbte er dessen Adelstitel als 3. Baron Harris und wurde dadurch Mitglied des House of Lords.
Von 1846 bis 1854 war er Gouverneur von Trinidad und anschließend von 1845 bis 1859 Gouverneur von Madras in Britisch-Indien. Während des Indischen Aufstands von 1857 blieben die Kolonialtruppen in Madras loyal und beteiligten sich an der Niederschlagung des Aufstands.
Nach seiner Rückkehr nach Großbritannien hatte er von 1860 bis 1863 das Amt eines Lord-in-Waiting inne. Von 1862 bis 1872 war er auch Chamberlain der Princess of Wales.
1861 wurde er als Knight Companion des neugegründeten Order of the Star of India aufgenommen. Im Rahmen der Neugliederung dieses Ordens wurde er 1866 zum Knight Grand Commander erhoben. 1863 erwarb er am Christ Church College der Universität Oxford den Doktorgrad eines Doctor of Civil Law.
Am 16. April 1850 hatte er Sarah Cummins († 1853), Tochter des anglikanischen Archidiakons von Trinidad, Venerable George Cummins, geheiratet. Mit ihr hatte er eine Tochter und einen Sohn:
- Hon. Frances Charlotte Harris († 1939) ⚭ 1874 Arthur Balfour Haig, 28. Laird of Bemersyde;
- George Robert Canning Harris, 4. Baron Harris (1851–1932).

In 1870 koordinierte er die Vereinigung des östlichen und westlichen Kent Cricket Club zum neuen Kent County Cricket Club, dessen Präsident er bis zu seinem Tod war.
Als er 1872 starb, erbte sein Sohn seinen Adelstitel.